# Éclipse de Mursili
L'éclipse de Mursili est une éclipse solaire qui pourrait avoir été mentionnée dans les annales de Mursili II, roi des Hittites.

## Description
Les annales royales hittites signalent un « signe du Soleil » lors de la dixième année du règne de Mursili II, alors qu'il s'apprêtait à lancer une campagne contre les Gasgas d'Anatolie du Nord. Certains auteurs, comme Paul Astrom ou Trevor Bryce ont assimilé ce signe à une éclipse.

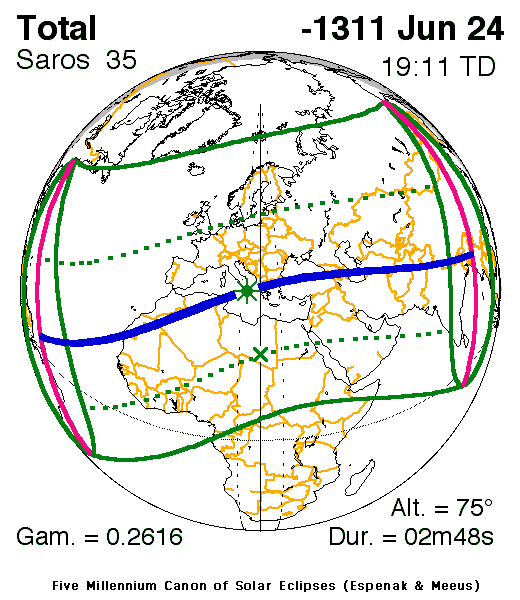
L'éclipse totale de 1312 av. J.-C.

L'atlas des éclipses solaires de Jean Meeus et Fred Espenak mentionne justement une éclipse totale, visible dans le nord de l'Anatolie, le 24 juin -1311, vers 11 heures TU. Soit, en calendrier julien proleptique, le 24 juin 1312 av. J.-C., à environ une heure de l'après-midi, en heure locale. La concordance est suffisamment remarquable pour penser que le « signe du Soleil » était bien cette éclipse.